# Jeffers
Jeffers – miasto w Stanach Zjednoczonych, w stanie Minnesota, w hrabstwie Cottonwood.